# EBOH in het seizoen 1958/59
Het seizoen 1958/1959 was het vijfde jaar in het bestaan van de Dordtse betaaldvoetbalclub EBOH. De club kwam uit in de Tweede divisie A en eindigde daarin op de derde plaats. Tevens deed de club mee aan het toernooi om de KNVB beker, hierin werd in de tweede ronde verloren van NAC (0–6).

## Wedstrijdstatistieken

### Tweede divisie A
|       | Baronie | DHC   | DOSKO | EDO   | 't Gooi | Hilversum | LONGA | ONA   | UVS   | De Valk | Velox | Wilhelmina | Xerxes | Zeist |
| ----- | ------- | ----- | ----- | ----- | ------- | --------- | ----- | ----- | ----- | ------- | ----- | ---------- | ------ | ----- |
| Thuis | 4 – 3   | 1 – 0 | 2 – 1 | 4 – 1 | 3 – 3   | 3 – 0     | 0 – 1 | 5 – 1 | 0 – 2 | 3 – 1   | 3 – 0 | 3 – 0      | 1 – 0  | 4 – 0 |
| Uit   | 2 – 0   | 2 – 0 | 1 – 1 | 2 – 0 | 0 – 1   | 7 – 0     | 0 – 3 | 1 – 4 | 0 – 1 | 1 – 2   | 1 – 0 | 3 – 4      | 1 – 1  | 5 – 1 |

### KNVB beker
| 1e ronde                                    | EBOH | 9 – 2 (6 – 2) | Rood Wit W      |
| 1 januari 1959 Plaats: Dordrecht Zuidendijk | Hans de Vos –', 18' Kees de Jager –', –' Spoor –', –' Wim van den Heuvel –' (pen.) Hennie Roelevink –', –' |               | –', –' De Bruin |
| 2e ronde                                    | NAC | 6 – 0 (1 – 0) | EBOH            |
| 5 januari 1958 Plaats: Breda Beatrixstraat  | Leo Canjels 5' (pen.), 48', 65' (pen.), 68' Hein van Gastel 54' Frans Bouwmeester 72'                      |               |                 |

## Statistieken EBOH 1958/1959

### Eindstand EBOH in de Nederlandse Tweede divisie A 1958 / 1959
| Stand | Gespeeld | Gewonnen | Gelijk | Verloren | Punten | Doelpunten voor | Doelpunten tegen |
| ----- | -------- | -------- | ------ | -------- | ------ | --------------- | ---------------- |
| 3e    | 28       | 17       | 3      | 8        | 37     | 54              | 39               |

### Topscorers
| #      | Naam               | Goal |
| ------ | ------------------ | ---- |
| 1.     | Hans de Vos        | 24   |
| 2.     | Wim Kwakernaat     | 8    |
| 3.     | Wim van den Heuvel | 5    |
| 3.     | Kees de Jager      | 5    |
| 3.     | Bertus Spoor       | 5    |
| 6.     | Harry Broeders     | 2    |
| 6.     | Ries Fok           | 2    |
| 6.     | Hennie Roelevink   | 2    |
| 9.     | Van der Graaf      | 1    |
| Totaal | Totaal             | 54   |

| #      | Naam               | Goal |
| ------ | ------------------ | ---- |
| 1.     | Kees de Jager      | 2    |
| 1.     | Hennie Roelevink   | 2    |
| 1.     | Spoor              | 2    |
| 1.     | Hans de Vos        | 2    |
| 5.     | Wim van den Heuvel | 1    |
| Totaal | Totaal             | 9    |